# Claudia Brinker-von der Heyde

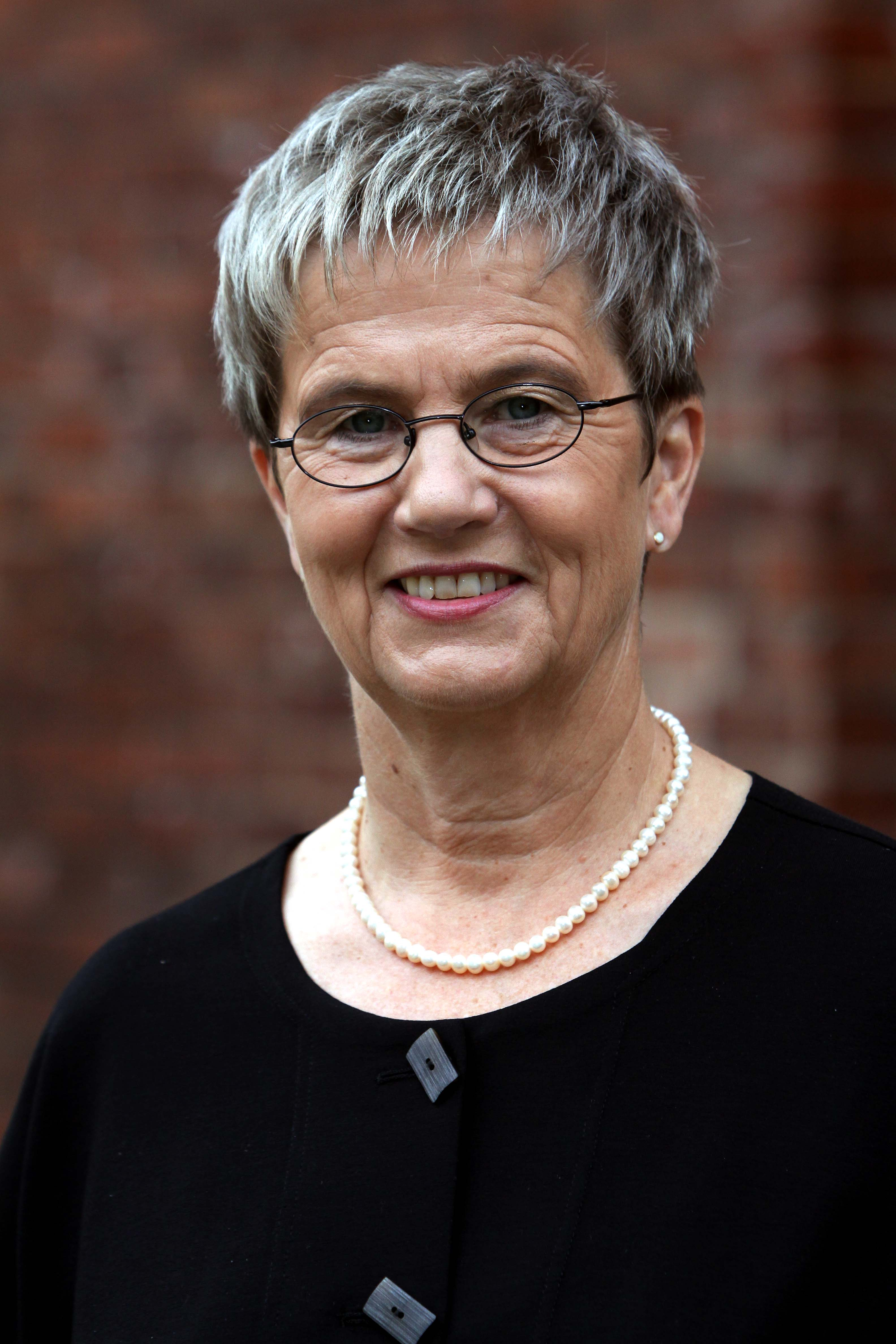
Claudia Brinker-von der Heyde als Vizepräsidentin der Uni Kassel (2009)

Claudia Brinker-von der Heyde (* 1950 in München als Claudia von der Heyde) ist eine schweizerisch-deutsche Literaturwissenschaftlerin, Mediävistin und Hochschullehrerin. Sie war von 2000 bis 2016 Professorin an der Universität Kassel.

## Leben
Brinker-von der Heyde studierte Germanistik, Geschichte und Literaturkritik an den Universitäten Konstanz und Zürich. Familienbedingt musste sie das Studium während mehreren Jahren unterbrechen. 1983 erwarb sie das Lizentiat, 1986 promovierte sie bei Alois Maria Haas mit einer Arbeit über den Dichter Peter Suchenwirt. 1995 habilitierte sie sich in Zürich mit einer Studie zu den Vorstellungen von Mütterlichkeit in den höfischen Romanen des 13. Jahrhunderts, vor allem in Wolframs von Eschenbach Parzival. Von 1985 bis 1997 war sie Assistentin und Oberassistentin, von 1997 bis 2000 Assistenzprofessorin am Deutschen Seminar der Universität Zürich. In dieser Zeit arbeitete sie auch an Ausstellungen mit. Unter anderem gab sie den Katalog zur 1991 gezeigten Manesse-Ausstellung im Landesmuseum Zürich heraus.
Von 2000 bis 2016 war sie Professorin für Ältere deutsche Literatur (von den Anfängen bis 1700) an der Universität Kassel. Von 2009 bis 2015 übernahm sie zusätzlich das Amt der Vizepräsidentin der Universität Kassel. 2012 leitete sie den Kasseler Kongress zum 200-Jahr-Jubiläum der Kinder- und Hausmärchen der Brüder Grimm.
Sie war bis zu dessen Tod mit dem Kunsthistoriker Helmut Brinker verheiratet.

## Forschung
Brinker-von der Heyde ist eine Spezialistin für die mittelalterliche und frühneuzeitliche Literatur. Dabei hat sie sich schwerpunktmäßig mit Geschlechterkonzepten, der Buchkultur, der Mittelalterrezeption und mit Raumkonzepten in der Literatur beschäftigt.
In ihrer Habilitationsschrift untersucht sie die Funktion der Mutterfiguren im Höfischen Roman „im Kontext des damaligen Wissens zur Zeugung, Geburt und Erziehung sowie der Mutterbilder“. Die Studie steht im größeren Zusammenhang der Reflexion auf literarisch vermittelte Weiblichkeitsbilder.
Stark beachtet wurde ihr Buch Die literarische Welt des Mittelalters (2007), das die Entstehung des deutschsprachigen Literaturbetriebs und der Buchkultur zwischen 800 und 1500 nachzeichnet. Es wurde 2009 als Hörbuch vertont und erschien auch in italienischer und japanischer Übersetzung.
Brinker-von der Heyde war an mehreren von der DFG geförderten Forschungsprojekten beteiligt. Sie war Sprecherin des Graduiertenkollegs Öffentlichkeiten und Geschlechterverhältnisse. Dimensionen von Erfahrung (2004–2009), Leiterin des Projekts zur Erforschung und digitalen Erfassung der Fürstlich Waldeckschen Hofbibliothek in Arolsen (2009–2012) und Mitantragstellerin im Graduiertenkolleg Dynamiken von Raum und Geschlecht (2010–2012).
Brinker-von der Heyde hat sich auch für die Vermittlung zwischen universitärer Forschung und Schule bzw. Öffentlichkeit eingesetzt. Sie gab u. a. zwei Hefte der Zeitschrift Der Deutschunterricht heraus (Erziehung und Bildung im Mittelalter, 2003; Das literarische Zürich, 2009). Außerdem veröffentlichte sie 1988 ein Jugendsachbuch zum Burgleben im Mittelalter (Der Ritter von der Drachenburg).

## Publikationen

### Monografien
- Von manigen helden gute tat. Geschichte als Exempel bei Peter Suchenwirt (= Wiener Arbeiten zur germanischen Altertumskunde und Philologie. 30). Lang, Bern 1987, ISBN 978-3-261-03764-0.
- Geliebte Mütter – mütterliche Geliebte. Rolleninszenierung in höfischen Romanen (= Studien zur Germanistik, Anglistik und Komparatistik. 123). Bouvier, Bonn 1996, ISBN 978-3-416-02642-0.
- Die literarische Welt des Mittelalters. WBG, Darmstadt 2007, ISBN 978-3-534-18758-4.
  - Hörbuch: Die literarische Welt des Mittelalters. Sprecherin: Claudia Gräf, Regie: Thorsten Reich. Auditorium Maximum, Darmstadt 2009, ISBN 978-3-534-60056-4.

### Herausgeberschaft
- Contemplata aliis tradere. Studien zum Verhältnis von Literatur und Spiritualität. Peter Lang, Bern 1995, ISBN 978-3-906753-91-1.
- mit Niklaus Largier: Homo medietas. Aufsätze zu Religiosität, Literatur und Denkformen des Menschen vom Mittelalter bis in die Neuzeit. Festschrift für Alois Maria Haas zum 65. Geburtstag. Peter Lang, Bern 1999, ISBN 978-3-906760-81-0.
- mit Helmut Scheuer: Familienmuster – Musterfamilien. Zur Konstruktion von Familie in der Literatur. Peter Lang, Frankfurt am Main 2004, ISBN 978-3-631-50664-6.
- mit Annekatrin Inder, Marie Isabelle Vogel, Jürgen Wolf: Frühneuzeitliche Bibliotheken als Zentren des europäischen Kulturtransfers. Hirzel, Stuttgart 2014, ISBN 978-3-7776-2251-4.
- mit Jürgen Wolf: Die Arolser Weltchronik. Ein monumentales Geschichtswerk des Mittelalters. WBG, Darmstadt 2014, ISBN 978-3-534-25206-0.
- mit Holger Ehrhardt, Hans-Heino Ewers: Märchen, Mythen und Moderne. 200 Jahre Kinder- und Hausmärchen der Brüder Grimm. Peter Lang, Frankfurt am Main 2015, ISBN 978-3-631-64454-6.
- mit Nina Kalwa, Nina-Maria Klug, Paul Reszke: Eigentlichkeit. Zum Verhältnis von Sprache, Sprechern und Welt. de Gruyter, Berlin 2016, ISBN 978-3-11-033544-6.

### Jugendbuch
- Der Ritter von der Drachenburg. Burgleben im Mittelalter. Illustrationen von Nicole Viaud. Artemis, Zürich 1988, ISBN 978-3-7608-1000-3.